# Daniel Valère Setonnougbo
Daniel Valère Setonnougbo est un haut fonctionnaire béninois,  il est depuis le 2 juin 2021 préfet du département du plateau situé au sud-est du pays,,.

## Biographie

### Carrière
Daniel Valère Setonnougbo est nommé au poste de préfet du département du plateau lors du conseil des ministres du 2 juin 2021 par le président béninois Patrice Talon,,.